# مونكتون ميراكلز
مونكتون ميراكلز (بالإنجليزية: Moncton Miracles)‏ هو فريق كرة سلة كندي للمحترفين تأسس في سنة 2011 يقع مقره في مونكتون ويدربه بول موكيسكي. يلعب في دوري كندا الوطني لكرة السلة. من لاعبيه الحاليين دكستر ستريكلاند وشون فانزانت.

## وصلات خارجية
- الموقع الرسمي